# Star Wars: Uprising
«Звёздные войны: Восстание» (англ. Star Wars: Uprising) — игра для мобильных устройств, созданная Kabam. Бета-версия игры вышла летом 2015 года, а конечный релиз состоялся 10 сентября 2015 для устройств под управлением iOS и Android.
Действие игры разворачивается сразу после событий фильма «Звёздные войны. Эпизод VI: Возвращение джедая» и рассказывает о последствиях битвы при Эндоре, в которой погибли Дарт Сидиус и Дарт Вейдер. Галактическая Империя, ослабленная понесёнными потерями, решила изолировать сектор Аноат. Преступные банды и бойцы сопротивления объединились для противостояния Империи в секторе.

## Игровой процесс
Игра начинается с обучения, в котором игрок управляет контрабандистом, преследуемым Галактической Империей за ввод контрабанды в сектор Аноат.

## Разработка
«Звездные войны: Восстание» была анонсирована 4 июня 2015 года. Игра разрабатывалась студией Kabam под руководством старшего вице-президента компании Аарона Лоеба при поддержке Lucasfilm и The Walt Disney Company. Сюжет игры каноничен, а действие происходит между фильмами «Звёздные войны. Эпизод VI: Возвращение джедая» и «Звёздные войны. Эпизод VII: Пробуждение Силы».
17 ноября 2016 года игра была закрыта по финансовым причинам.